# Pravda (Džbán)
Die Pravda (deutsch Prawda) ist ein bewaldetes Plänerplateau im  Džbán (Krugwald) in Tschechien. Es befindet sich zwischen den Ortschaften Pnětluky, Konětopy, Solopysky und Domoušice im Naturpark Džbán.

## Lage und Ausdehnung
Die Pravda erhebt sich zwischen den Tälern der Bäche Pnětlucký potok und Hasina bzw. Domoušický potok und gehört zum Kataster von Konětopy u Pnětluk. Das Plateau hat den Grundriss eines gegen Osten gerichteten spitzwinkligen Dreiecks. Am Hang unterhalb des nördlichen Eckpunktes befindet sich der sagenumwobene Čertův kámen (Teufelsstein). Den südwestlichen Eckpunkt bildet der Sporn der Burg Pravda. An der östlichen Spitze des Plateaus liegen am Weg nach Solopysky mehrere kurze Trockenmauern aus Pläner unbekannten Alters, die möglicherweise als vorgesetzte Wallanlagen dem Schutz der Burg dienten. Im Süden und Osten wird die Pravda von der Bahnstrecke Rakovník–Louny umfahren.

## Geschichte
Auf dem südwestlichen Sporn befand sich wahrscheinlich seit dem 14. Jahrhundert eine Burganlage, deren Name unbekannt ist. Ab den 1430er Jahren entstand an ihrer Stelle in zwei Bauphasen die Burg Pravda, die als ein Meisterwerk der Befestigungskunst des 15. Jahrhunderts gilt. In der zweiten Hälfte des 16. Jahrhunderts wurde die Burg aufgegeben, seit 1593 gilt sie als wüst. Der nordöstlich der Burg gelegene Vorwerkshof wurde danach ebenfalls aufgegeben. 
Zu Zeiten der Nationalen Wiedergeburt der Tschechen wurde die Ruine wegen ihres symbolträchtigen, wahrscheinlich hussitischen Namens zum Ziel nationaler Wallfahrten. Am 12. Juli 1868 versammelten sich auf dem Innenhof der Burg etwa 10.000 Tschechen zu einem patriotischen Fest. 
Seit dem 20. Jahrhundert wird die Ruine von Ausflüglern und Tramps aufgesucht. 

## Sehenswürdigkeiten
- Ruine der Burg Pravda
- Plänermauern im Osten des Plateaus
- Čertův kámen (Teufelsstein), mächtiger zerfurchter Felsblock am Nordhang der Pravda